# Sam Michael
Ne doit pas être confondu avec Michael Sam.
Sam Michael, né le 29 avril 1971 en Australie-Occidentale, est un ingénieur automobile australien dont la carrière en Formule 1 a débuté en 1993. Depuis novembre 2011, il est directeur sportif de l'écurie McLaren Racing.

## Biographie
Sam Michael grandit à Canberra. Après avoir fait des études en ingénierie mécanique à l'université de Nouvelle-Galles du Sud avec une thèse sur les systèmes d'acquisition de données pour les voitures de course, il travaille à temps partiel pour l'équipe de Gregg Siddle, engagée en Formula Holden, si bien que Michael peut continuer ses études.
Il arrive en Formule 1 à l'âge de 22 ans après que Siddle le recommande à Peter Collins, patron de Lotus. L'écurie Lotus fait faillite en 1994 et Gary Anderson, concepteur en chef chez Jordan Grand Prix, engage Michael pour qu'il intègre le département recherche et développement de l'écurie de Silverstone. Il passe deux ans à l'usine Jordan à travailler sur l'acquisition de données. Il met aussi au point un seven-post rig pour la simulation du mouvement des suspensions et la conception des différentiels actifs.
En 1997, Michael rejoint l'équipe d'essai de Jordan pour ensuite être promu ingénieur de course de Ralf Schumacher en 1998. Quand l'Allemand part chez Williams en 1999, Michael devient l'ingénieur de Heinz-Harald Frentzen. Ce partenariat est particulièrement fructueux avec deux victoires lors du Grand Prix de France sur le circuit de Nevers Magny-Cours et du Grand Prix d'Italie à Monza.
En 2001, Frank Williams engage Michael chez Williams comme directeur exécutif de l'ingénierie : il a ainsi la responsabilité de diriger les ingénieurs de course et d'essai. En mai 2004, il est promu directeur technique de Williams, en remplacement de Patrick Head.
En marge du Grand Prix de Turquie 2011, Michael annonce qu'il quittera Williams à la fin de la saison mais ne précise pas dans quelle écurie il officiera à partir de 2012. Le 13 septembre 2011, son arrivée chez McLaren est officialisée,. Malgré une saison très décevante chez Williams, le pilote brésilien Rubens Barrichello affirme que « Michael apportera beaucoup à McLaren »